# Узел (ботаника)

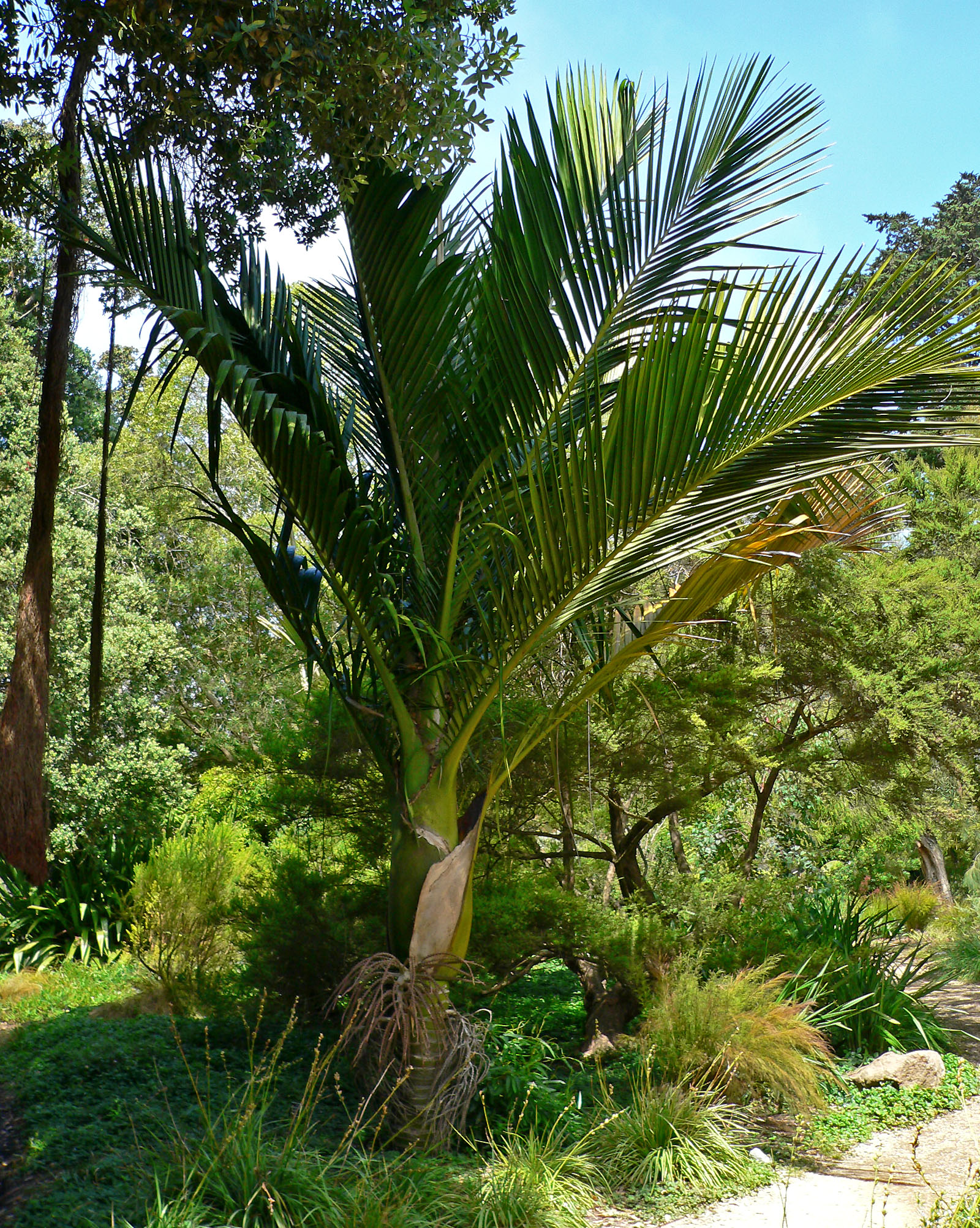
Полные узлы Ропалостилис Бауэра|ропалостилиса Бауэра (Rhopalostylis baueri)

У́зел (лат. nodus) — участок оси побега растений (стебля), на котором образуются боковые органы (ветви, листья, почки, придаточные корни и другие). Участок между двумя соседними узлами называется междоузлием.
В зависимости от охвата узлы подразделяются на:
- полные, или закрытые (лат. nodus complexus) — основание листа или листьев полностью охватывает стебель, например: Rhopalostylis baueri (Hook.f.) H.Wendl. & Drude — Ропалостилис Бауэра;
- неполные, или открытые (лат. nodus incomplexus) — основание частично охватывает стебель, характерно для большинства растений, например: Picea abies (L.) H.Karst. — Ель обыкновенная.

Формируется на конусе нарастания при заложении зачатка листа. Через узел проводящие пучки листа переходят в стебель, составляя листовой след, сближаются с его проводящими тканями и внедряются в них через лакуны. Из пучков листовых следов складывается и развивается вся проводящая система молодого побега. Анатомическое строение узла зависит от типа листорасположения, от числа пучков листового следа и числа лакун. Различают однолакунные, трёхлакунные и многолакунные узлы.
Строение узла побегов растений разных таксонов — важный систематический признак.